# Facheca
Facheca (em castelhano) ou Fageca (em valenciano) é um município da Espanha na província de Alicante, Comunidade Valenciana. Tem 10,17 km² de área e em 2021 tinha 105 habitantes (densidade: 10,3 hab./km²).

## Demografia
| Variação demográfica do município entre 1991 e 2004 | Variação demográfica do município entre 1991 e 2004 | Variação demográfica do município entre 1991 e 2004 | Variação demográfica do município entre 1991 e 2004 |
| --------------------------------------------------- | --------------------------------------------------- | --------------------------------------------------- | --------------------------------------------------- |
| 1991                                                | 1996                                                | 2001                                                | 2004                                                |
| 137                                                 | 125                                                 | 115                                                 | 103                                                 |